# Edward L. Hepler
Edward L. Hepler (más néven: Ed Hepler; szül.: 1952 augusztus, Malvern) amerikai villamosmérnök, vállalkozó.

## Tanulmányai
Ed Hepler felsőfokú tanulmányait a philadelphiai Drexel Egyetemen végezte, ahol digitális rendszerekre és azok szimulációjára szakosodott. Szakdolgozatát multiprocesszoros (MSI) és nagyfokú integráltságú rendszerek (VLSI) gyakorlati szimulációjából írta, majd tudományos fokozatot (PhD) is szerzett.

## Szakmai tevékenysége

### Bell Labs
Hepler a pályafutását a Bell Labs processzortervező laborjában kezdte az Illinois állambeli Naperville-ben. A cégnél Unix-alapú munkaállomásokba szánt redundáns, nagy rendelkezésre állású processzoregységek tervezésében vett részt az AT&T számára. Az itt eltöltött 7 év alatt jó alkalma volt elmélyedni a rendszertervezésben, a hardver-szoftver integráció terén és ő írta meg a Bell Labs első Motorola 68000 CPU platformra szánt C-compilerét.

### General Electric
Ezután a General Electrichez ment és a pennsylvaniai Valley Forge-ban lévő Space Systems Division számára készített egy RPM-40-en futó GNU C-compilert, valamint egyéb hardver- és szoftver-projektben vett részt.

### Commodore
A Commodore International-nál a következő generációs Amigák chipjeinek (AAA és Hombre projekt) megtervezését kapta feladatul, így pl. az Andrea chipét. Célként a HP PA-RISC architektúráját jelölte meg, mint a jövendő Amigák alapját az addigi Motorola 68000 processzorcsaládot felváltva. A HP-val való szerződéskötést és végeredményben a tervei megvalósítását meghiúsította a Commodore 1994. évben bekövetkezett csődje.

### InterDigital
A Commodore csődje után a InterDigital Communications-hoz szegődött, először mint külső tanácsadó, majd főállású alkalmazott. Lényegében alelnöki pozíciója volt, mint partner, aki a beágyazott rendszerek divíziót vezette. Mobiltelefóniával, ezen belül 3G, 4G majd LTE modemek implementációjával foglalkozott.

## Oktatói tevékenysége
Ed Hepler 1984-től kezdődően az Ágoston-rend által alapított katolikus Villanova Egyetem mérnöki kollégiumának tagja és jelenleg docense. Digitális rendszerek, számítógép-architektúrák és VLSI tervezés tantárgyakat oktat. 2017 áprilisában csapatával megnyerte a Qualcomm Tricorder XPRIZE díjat mobil orvosi diagnosztikai eszköz témában.

## Kapcsolódó oldalak
- A VLSI Concepts honlapja: http://vlsi-concepts.com/